# Curtil-Vergy
Curtil-Vergy là một xã trong tỉnh Côte-d'Or, thuộc vùng Bourgogne-Franche-Comté của nước Pháp, có dân số là 85 người (thời điểm 1999). Xã thuộc vùng trồng nho Haute Côte de Nuits và nằm trong phía bắc của Côte de Beaune, cách Nuits-Saint-Georges khoảng 8 km.

## Nhân khẩu học
| 1962 | 1968 | 1975 | 1982 | 1990 | 1999 |
| ---- | ---- | ---- | ---- | ---- | ---- |
| 38   | 47   | 60   | 81   | 78   | 85   |